# Triplophysa hutjertjuensis
Triplophysa hutjertjuensis är en fiskart som först beskrevs av Rendahl, 1933.  Triplophysa hutjertjuensis ingår i släktet Triplophysa och familjen grönlingsfiskar. Inga underarter finns listade i Catalogue of Life.